# Imenik bolgarskih kanov
Imenik bolgarskih kanov (bolgarsko: Именник на българските ханове [Imennik na bǎlgarskite hanove]) je kratek rokopis, ki vsebuje nekaj imen zgodnjih bolgarskih vladarjev, imena njihovih klanov, leta njihovih prihodov na prestol po cikličnem prabolgarskem koledarju in skupno dolžino njihovega vladanja vključno s časom sovladanja in državljanske vojne. Napisan je v stari cerkveni slovanščini, vendar vsebuje veliko prabolgarskih imen in datumskih izrazov.
Imenik je odkril ruski znanstvenik Aleksander Popov leta 1861 med raziskovanjem ruskih letopiscev. Našel je celo tri kopije dokumenta. Najstarejši je Prepis Uvarova iz 15. stoletja. Druga dva sta Pagodinov in Mosovski prepis iz 16. stoletja. Med njimi je nekaj razlik v črkovanju imen, vendar so imena kljub temu na splošno sprejeta. V nobenem imenu ni srednjeazijskega vladarskega naslova kan. Vladarske naslove imajo samo ustanovitelj (Donavske) Bolgarije Asparuh in njegovih pet prednikov, ki imajo slovanski naslov knez (knjaz). 

## Prepis Uvarova
Авитохолъ житъ лет. ~т. род ему Дуло. а лет ему диломъ твирем. Ирник. житъ лет. ~(ри). род ему Дуло. а лет ему дилом твeримь. Гостунъ наместникь сьï два лета. род ему. Ерми. а лет ему дохсъ. втиремь. Курт: 60 лет дръжа. род ему Дуло. а лет ему шегоръ вечемь. Безмеръ ~г. лет. а род ему Дуло. а лет ему шегоръ вемь. сii ~е княз. дръжаше княженïе обону страну Дуная. летъ. ~ф. ~(еi). остриженами главами. И потом прiиде на страну Дунаа. Исперих княз тожде и доселе. Есперих княз. 61 лет. род Дуло. а лет ему верени алем. Тервен. -к~а. лето. род ему Дуло. а лет ему текучитем. твирем. ~(ки). лет. род ему Дуло. а род ему дваншехтем. Севаръ. ~(еl). лет. род ему Дуло. а лет ему тохалтом. Кормисошь. ~(зi). лет. род ему Вокиль. а лет ему шегоръ твиремь. Сiи же княз измени род Дулов. рекше Вихтунь. Винех. ~з. лет. а род ему Оукиль. а летъ ему имаше Горалемь. Телець. ~г. лета. род Оугаинь. а лет ему соморъ. алтемь. И сïй иного рад. Оуморъ. ~м. днïи. род ему Оукиль а ему дилом тоутом.

### Prevod
- Avitohol, živel 300 let. Njegov klan je bil Dulo in leto (vzpona na prestol) dilom tvirem.
- Irnik, živel 150 let. Njegov klan Dulo in njegovo leto dilom tverim.
- Gostun, regent, 2 leti. Njegov klan Ermi in njegovo leto dohs tvirem.
- Kurt, vladal 60 let. Njegov klan Dulo in njegovo leto šegor vehem.
- Bezmer, 3 leta in njegov klan Dulo in njegovo leto šegor vem (vehem).

Teh pet knezov je 515 let vladalo kraljestvu na drugi strani Donave z obritimi glavami. Ko je knez Asparuh prišel na to stran Donave, je (vladal) do danes.
- Knez Asparuh 61 let (vladal). Njegov klan Dulo in njegovo leto vereni alem.
- Tervel 21 let. Njegov klan Dulo in njegovo leto tekuhitem tvirem.

V nadaljevanju so v nekaterih prepisih omenjeni še naslednji vladarji: 
- Sevar 15 let. Njegov klan Dulo in njegovo leto toh altom.
- Kormisoš 17 let. Njegov klan Vokil in njegovo leto šegor tvirem.
- Vineh 7 let. Njegov klan Ukil in njegovo leto (imen)šegor alem.
- Telec 3 leta. Njegov klan Ugain in njegovo leto somor altem.
- Umor (vladal) 40 dni. Njegov klan Ukol in njegovo leto dilom tutom.

Leta in meseci prihoda na prestol so skladni s prabolgarskim koledarjem. Prevodi njihovih imen so nezanesljivi. Izgleda, da so zasnovani na sistemu, podobnemu kitajskemu koledarju, ki so ga privzela številna turška ljudstva in Mongoli. Koledar ima cikel dvanajstih let z imeni živali. Prva beseda v datumu pomeni leto, druga pa je vrstilni števnik, ki pomeni mesec.
Prevodi Imenika, predvsem prabolgarskih datumov, se zelo razhajajo. Razhajanja so delno posledica težav pri prepoznavanju presledkov med besedami, večinoma pa posledica nasprotij med tradicionalnimi analizami prabolgarskega jezika kot turškega jezika. Zgodovinar Petar Dobrev je nedavno predpostavil, da je bila bolgarščina iranski, natančneje pamirski jezik. "Turško" branje Imenika skupaj z interpretacijo cikličnega koledarja je prvi predlagal finski slavist Jooseppi Julius Mikkola leta 1913. Njegov predlog so kasneje spreminjali in dopolnjevali številni strokovnjaki, med njimi Géza Fehér, Omeljan Pritsak in Mosko Moskov. Dobrevovo "iransko" branje Imenika je ohranilo vse prejšnje prevode imen let, razen enega. Dobrev poleg je tega trdil, da turška imena živali še zdaleč ne pomenijo, da so bili Prabolgari Turki in da so si turška ljudstva te besede sposodila od Prabolgarov. Spremenil je tudi številke mesecev.
V naslednji preglednici so prikazane tri interpretacije Imenika: ena od najstarejših inačic klasične turške interpretacije Vasila Zlatarskega (1918), ki se tesno navezuje na Mikkolo, ena od nedavnih turških inačic Moska Moskova (1988) in iranska inačica Petra Dobreva (1994). 
| Bolgarski datum                     | Turška teorija (Vasil Zlatarski) | Turška teortija (Mosko Moskov) | Iranska teorija (Petar Dobrev) |
| ----------------------------------- | -------------------------------- | ------------------------------ | ------------------------------ |
| дилом твирем [dilom tvirem]         | kača, 9. mesec                   | kača, 9. mesec                 | kača, 4. mesec                 |
| дохс твирем [dohs tvirem]           | prašič, 9. mesec                 | prašič, 9. mesec               | prašič, 4. mesec               |
| шегор вечем [šegor večem]           | vol, 3. mesec                    | vol, 3. mesec                  | vol, 5. mesec                  |
| верени алем [vereni alem]           | volk, 1. mesec                   | zmaj, dodatni                  | zmaj, 1. mesec                 |
| текучитем твирем [tekučitem tvirem] | pes, 9. mesec                    | oven, 9. mesec                 | konj, 4. mesec                 |
| тох алтом [toh altom]               | petelin, 6. mesec                | petelin, 6. mesec              | petelin, 12. mesec             |
| шегор твирем [šegor tvirem]         | vol, 9. mesec                    | vol, 9. mesec                  | vol, 4. mesec                  |
| имен)шегор алем [(imen)šegor alem]  | konj, 1. mesec                   | konj, dodatni mesec            | vol, 1. mesec                  |
| сомор алтем [somor altem]           | miš, 6. mesec                    | miš, 6. mesec                  | miš, 12. mesec                 |
| дилом тутом [dilom tutom]           | kača, 4. mesec                   | kača, 4. mesec                 | kača, 2. mesec                 |